# Перов Андрій Вікторович
Перов Андрій Вікторович (рос. Перов Андрей Викторович; англ. Andrii Perov; нар. 22 січня 1988, Луганська область) — прокурор четвертого відділу управління процесуального керівництва підтримання державного обвинувачення та представництва інтересів держави в суді Спеціалізованої антикорупційної прокуратури Офісу Генерального прокурора.

## Біографія
Народився 1988 року.
У 2008 році закінчив Луганський державний університет внутрішніх справ імені Едуарда Дідоренка.
З 2008 по 2010 рік навчався в Національній академії прокуратури України.
У 2009–2016 роках працював у прокуратурі Луганської області, зокрема у 2015 році став начальником відділу нагляду за додержанням законів при розслідуванні злочинів проти життя управління нагляду у кримінальному провадженні прокуратури Луганської області.
У січні 2016 року Андрій Перов бере участь в конкурсі на зайняття посад в Спеціалізованій антикорупційній прокуратурі.
У 2016 році Андрій Перов призначений прокурором четвертого відділу управління процесуального керівництва підтримання державного обвинувачення та представництва інтересів держави в суді Спеціалізованої антикорупційної прокуратури.
За демонстрацію відвертої неповаги до суду та інших учасників судового процесу, а також незгоди з рішенням суду та упередженого ставлення до підозрюваного прокурора четвертого відділу управління процесуального керівництва підтримання державного обвинувачення в суді Спеціалізованої антикорупційної прокуратури Генеральної прокуратури України Перова Андрія Васильовича було притягнено до дисциплінарної відповідальності

## Кримінальні провадження
У 2016—2020 роках займається справами Насірова, Мартиненка, Альперіна, Онищенка, Головіна тощо.

### Справа Романа Насірова
Одна із «найгучніших справ НАБУ». Детективи НАБУ затримали Насірова 2 березня 2017 року. Слідчі звинувачують Насірова у завданні державі збитків на суму 2 мільярди гривень. Він нібито надав безпідставні податкові розстрочки підприємствам народного депутата Олександра Онищенка.
Сам Онищенко втік з України, а НАБУ розслідує щодо нього низку кримінальних проваджень, об'єднаних під назвою «Газова справа». В рамках справи напарник і бос Перова Роман Симків офіційно підтвердив інформацію, що у Романа Насірова крім українського ще два паспорти — Угорщини і Великої Британії.
Андрій Перов подавав, зокрема, клопотання про арешт коштів Насірова на рахунках британських банків.
Справа також відома тим, що Роман Насіров уникав перебування в СІЗО і прибуття в суд на обрання запобіжного заходу нібито через стан здоров'я. Обвинувальний акт Насірову було зачитано 19 листопада 2019 року.

### Справа Миколи Мартиненка
Кримінальне провадження за фактами отримання неправомірної вигоди при закупівлях ДП "НАЕК «Енергоатом» Бюро зареєструвало у грудні 2015 року. Під час розслідування детективи Бюро встановили факти заподіяння шкоди інтересам ДП "НАЕК «Енергоатом» у розмірі понад 6,4 млн євро через переплату за придбане обладнання у чеського акціонерного товариства «Škoda JS».
25 жовтня 2017 року детективи НАБУ повідомили про підозру в заволодінні майном "НАЕК «Енергоатом» екс-нардепу Миколі Мартиненку і екс-керівнику структурного підрозділу цього держпідприємства.
У листопаді 2017 року провадження про заволодіння коштів «Енергоатома» об'єднали з розслідуванням про заволодіння коштами ДП «Східний гірничо-збагачувальний комбінат») в розмірі 17,28 млн дол.
Обсяг доказів безпрецедентний: прокурори принесли до суду близько півтонни томів справи.
В рамках розгляду справи адвокати Мартиненка намагались створювати перешкоди і шукали можливості відвести прокурорів. Зокрема, так відсторонили Андрія Перова. Згодом Верховний суд визнав це відсторонення і винесену догану незаконними. Попри це, суди не повертали Андрія Перова у справу, аж доки Верховний суд України не визнав і це рішення незаконним і не призначив новий розгляд справи в апеляції — в Апеляційній палаті Вищого антикорупційного суду.

### Справа Вадима Альперіна
Одеського підприємця Вадима Альперіна підозрюють у спробі дати хабар співробітнику НАБУ в розмірі 800 тисяч доларів. Той мав забезпечити припинення кримінального провадження, в рамках якого накладено арешт на 450 млн гривень. Гроші належать підприємствам, які контролюються хабародавцем. Слідство вважає, що Альперін керує злочинною організацією. Андрій Перов просив задовольнити клопотання про обрання Альперіну запобіжного заходу у вигляді тримання під вартою з можливістю внесення застави у 288 млн грн.

### Справа Олександра Онищенка
Справа за фактом розкрадання державних коштів під час видобутку та продажу природного газу в рамках договорів про спільну діяльність з публічним акціонерним товариством «Укргазвидобування». Одна з перших справ, яку розслідували детективи НАБУ спільно з прокурорами САП. Організатором цієї корупційної схеми, за даними слідства, виявився народний депутат України VII—VIII скликання Олександр Онищенко. Наслідком схеми для держави стали збитки державі у розмірі приблизно 3 млрд грн. Андрій Перов займався процедурою екстрадиції з Іспанії. Згодом Онищенка затримали в Німеччині у грудні 2019 року і планують екстрадувати до України.

### Справа Дмитра Головіна
Колишнього голову управління Нацполіції в Одеській області Дмитра Головіна звинувачують в заволодінні заарештованими контрабандними сигаретами, сума недоотриманих бюджетом доходів становить понад 13 млн грн.

## Відзнаки
- Березень 2017 року — видання Kyiv Post назвало Романа Симківа із Андрія Перовим «реформатором тижня»[23] за початок розслідування справи проти Насірова. У подальшому Kyiv Post визнавав Симків і Перова «реформаторами тижня» ще двічі.
- Грудень 2017 року — Роман Симків та Андрій Перов отримали відзнаку журналу «Новое Время» «Люди Нового времени» «за борьбу с коррупцией». Видання відзначило прокурорів за розслідування кримінальних справ проти екс-народного депутата Миколи Мартиненка та Романа Насірова[24].
- Квітень 2019 року — громадські активісти включили прокурорів САП Романа Симківа та Андрія Перова до «короткого списку» ймовірних кандидатів на посаду Генерального прокурора після обрання Президентом Володимира Зеленського[25].
- Вересень 2019 року — прокурори САП Роман Симків та Андрій Перов отримали відзнаку за особливі досягнення Міжнародної асоціації прокурорів (IAP)[26] «за свою лідерську роботу в галузі гучних корупційних справ в Україні в надзвичайних та дуже складних обставинах та своєчасну і професійну співпрацю із іноземними колегами». У описі до відзнаки вказано, що Роман Симків і Андрій Перов «не вагаючись, порушили кримінальну справу проти відомих державних чиновників у власній країні за підозрами у корупції, в середовищі, яке часто характеризується прихованим, але відкритим залякуванням проти прокурорів».